# Schmidmühlen
Schmidmühlen – gmina targowa w Niemczech, w kraju związkowym Bawaria, w rejencji Górny Palatynat, w regionie Oberpfalz-Nord, w powiecie Amberg-Sulzbach. Leży około 21 km na południowy wschód od Amberga, przy ujściu rzeki Lauterach do Vils.

## Dzielnice
W skład gminy wchodzą trzy dzielnice: Emhof, Schmidmühlen, Winbuch.

## Demografia
| Rok  | Liczba mieszk. |
| ---- | -------------- |
| 1970 | 2 287          |
| 1987 | 2 217          |
| 2000 | 2 425          |
| 2005 | 2 459          |
| 2006 | 2 470          |

## Oświata
(na 2006)

W gminie znajduje się 75 miejsc przedszkolnych (75 dzieci) oraz szkoła podstawowa (18 nauczycieli, 213 uczniów).